# Марин Тирски
Марин Тирски (на старогръцки: Μαρῖνος ὁ Τύριος, Marinos, Marinus, актив: през 100 – 150 г.) е древногръцки географ, картограф и математик, живял в началото на 2 век.

## Биография
Роден е в град Тир, тогава в римската провинция Сирия. Неговото произведение е познато само от Клавдий Птолемей (90 – 168), но е цитиран и от арабския географ Ал-Масуди. Марин създава карта на света с детайлирани коментари и коригира стари грешки. За своята карта на света той използва координатна система с осем климата и 15 меридиани.

## Памет
- Лунният кратер Марин е наречен в негова чест.